# Никола Филипов (говорител)
Вижте пояснителната страница за други личности с името Никола Филипов.
Никола Филипов е телевизионен говорител (първият в България) и радиоговорител.

## Биография
Роден е в София през 1930 г. Учи в Трета мъжка гимназия, а след това завършва ВИТИЗ.
Започва работа в новинарското студио на БНР като говорител, всяка сутрин съобщава новините. Работи 7 години в Националното радио, после започва работа в Националната телевизия.
Става водещ на първата информационна емисия новини на Българската телевизия на 20 юли 1960 година. По-късно чете новините в „По света и у нас“ в продължение на 32 години. Той е говорителят, който съобщава за събитията от 10 ноември 1989 година и оставката на Тодор Живков.
Децата го наричат Чичко Филипов заради участието му в детското предаване „Педя човек – лакът брада“ заедно със Слава Рачева.

След дългогодишната си работа в телевизията Никола Филипов споделя: 
| „ | Ненавиждам това да лъжеш зрителите. Каква е магията на телевизията? Че зад камерата, която е срещу мен, има десетки, стотици хиляди хора. Те не заслужават да бъдат лъгани. | “ |

Разведен, с 2 сина. Умира на 86-годишна възраст на 17 май 2016 г.

## Държавни отличия
- Орден „Кирил и Методий“ I степен
- „Заслужил артист“
- „Златен век“